# Gradient (matematik)

Gradienten till den 2-dimensionella funktionen f(x, y) = xe−(x^{2} + y^{2}) markerad med blå pilar

En gradient är inom matematiken en multivariabel generalisering av derivatan. Medan derivatan kan definieras för funktioner av  en variabel, ersätter gradienten derivatan för funktioner av flera variabler. Gradienten är en vektorvärd funktion, till skillnad från derivatan som är skalärvärd.  
Liksom derivatan representerar gradienten lutningen av funktionens graf. Mera precist, gradienten pekar i riktningen för funktionens största förändringstakt och dess storlek är grafens lutning i den riktningen.  
Koordinaterna för gradienten i en given punkt bestäms av det tangentplan som antas tillhöra grafens tangentrum. Denna karaktäristiska egenskap hos gradienten tillåter att den definieras oberoende av koordinatsystemet, som ett vektorfält vars komponenter transformeras som kontravarianta vektorer.

## Definition

Två typer av gradienter, cirkulär och linjär

Gradienten, om den existerar,  ges i ett tredimensionellt  kartesiskt koordinatsystem med euklidisk norm,  som
{\displaystyle \nabla f=\mathrm {grad} \,f={\frac {\partial f}{\partial x}}\mathbf {i} +{\frac {\partial f}{\partial y}}\mathbf {j} +{\frac {\partial f}{\partial z}}\mathbf {k} }
där ∇ är nablaoperatorn och i, j, k är enhetsvektorerna i riktningarna för x, y respektive z.
Mera generellt kan gradienten skrivas som en funktional:
{\displaystyle \nabla :D_{\mathbb {R} ^{N}\rightarrow \mathbb {R} }\rightarrow D_{\mathbb {R} ^{N}\rightarrow \mathbb {R} ^{N}}}
där {\displaystyle D_{\mathbb {R} ^{N}\rightarrow \mathbb {R} }} betecknar mängden av alla differentierbara funktioner från ℝN till ℝ.
En funktions gradient i en given punkt är en vektor vars riktning är den riktning i vilken förändringen av funktionen är störst och vektorns storlek är proportionell mot förändringens storlek.
En geometrisk tolkning av gradienten är att ∇ f(x) är en normal till nivåkurvan f(x) = C.

## Exempel
Funktionen
{\displaystyle f(x,\,y)=\sin(2x)\cos(y)}
har i kartesiska koordinater gradienten
{\displaystyle \nabla f=\left({\frac {\partial f}{\partial x}},{\frac {\partial f}{\partial y}}\right)=(2\cos(2x)\cos(y),-\sin(2x)\sin(y))}
I till exempel punkten (0.4, -0.7) är gradienten 
{\displaystyle \nabla \,f=(1.0657...,\,0.4621...)}

## Gradienter inom fysiken
- Tyngdacceleration, gradient av gravitationsfältet